# 이광국 (독립운동가)
이광국(李光國, 1903년 ~ ?)은 일제강점기의 독립운동가이다. 남만청년총동맹에서 활동했다. 본관은 고성(固城). 안동 출신.

## 생애
1903년 안동에서 출생했다. 초명은 이인형(李仁衡). 신흥무관학교 교장을 지낸 이봉희의 아들이며 초대 국무령 이상룡의 조카이다. 1911년 일가와 함께 서간도로 망명해 신흥무관학교를 졸업했다. 1924년 길림성에서 조직된 남만청년총동맹에서 검사위원을 맡았다. 1930년 7월 중국공산당에 가입해 길림 지역에서 군자금을 모집하고, 만주지역에서 철도, 교량 파괴 등을 통해 일제에 저항했다. 1932년 4월 길림 반석현에서 체포돼 신의주지방법원에서 징역 4년을 선고받았다.
해방 후 평양시당위원장을 지냈다. 사망 시기는 확실하지 않는데, 1978년까지 생존했다고 하는 설과 1957년 숙청됐다고 하는 설이 있다.

## 가계
- 종조부 : 이승화(李承和)
  - 백부 : 이상룡(李相龍)
    - 사촌 : 이준형(李濬衡)
      - 당질 : 이병화(李炳華)

  - 백부 : 이상동(李相東)
    - 사촌 : 이형국(李衡國)
    - 사촌 : 이운형(李運衡)

  - 부 : 이봉희(李鳳熙)
    - 형 : 이광민(李光民)
      - 딸 : 이경화

## 참고 자료
- 주동욱 《신흥무관학교 항일독립운동의 요람》2013
- 허은, 변창애 《아직도 내 귀엔 서간도 바람소리가》2010
- 이종악 《국역 허주유고》2008